# Mister Morgan
Mister Morgan (Mr. Morgan's Last Love) è un film del 2013 scritto e diretto da Sandra Nettelbeck. Nel cast artistico: Michael Caine, Clémence Poésy e Gillian Anderson. Il film è tratto dal romanzo La Douceur Assassine di Françoise Dorner.

## Trama
Matthew Morgan è americano, professore della Princeton University in pensione, trasferitosi a Parigi dopo che la moglie si ammalò di cancro. Rimasto vedovo, vive appartato in un bel appartamento in Saint Germain, frequentando poche persone, una signora che si occupa delle faccende di casa ogni mercoledì e un'anziana amica della moglie con la quale pranza al medesimo ristorante ogni giovedì.
Un giorno, viaggiando sull'autobus, incontra una giovane ragazza, Pauline, insegnante di ballo latino americano e rock per gruppi di adulti e anziani. Tra i due nasce un'amicizia profonda che cambierà il futuro di entrambi. Il vecchio Morgan tenterà il suicidio e durante la degenza in ospedale incontrerà i figli (Miles e Karen) coi quali non ha costruito, finora, alcun rapporto affettivo. Il figlio maschio, Miles, padre di un bambino ma con un matrimonio in sfacelo dopo il tradimento della moglie, dopo una serie di scontri sia con Pauline, accusata ingiustamente di avere mire sulla cospicua eredità del padre, che con il padre stesso, avrà modo di capire finalmente la scelta dell'anziano Mr. Morgan di rimanere a Parigi nonostante la malattia e la morte della madre. Alla fine Miles si innamorerà, ricambiato, di Pauline con la quale deciderà di vivere a Parigi, dopo l'ultimo e riuscito tentativo di suicidio del padre.

## Produzione
Le riprese del film hanno avuto luogo a Bruxelles, a Parigi (e nel Parc Monceau della città) e a Colonia.

## Distribuzione
- 22 agosto 2013 in Germania (Die letzte Liebe des Mr. Morgan)
- 25 settembre 2013 in Belgio
- 1º novembre 2013 negli Stati Uniti (Last Love)
- 9 novembre 2013 in Francia
- 10 aprile 2014 in Italia (Mister Morgan)